# (6475) Refugium
(6475) Refugium est un astéroïde de la ceinture principale.

## Description
(6475) Refugium est un astéroïde de la ceinture principale. Il fut découvert le 29 septembre 1987 à l'observatoire Zimmerwald par Paul Wild. Il présente une orbite caractérisée par un demi-grand axe de 3,14 UA, une excentricité de 0,16 et une inclinaison de 8,9° par rapport à l'écliptique.

## Compléments